# Досонвілл (Джорджія)
Досонвілл (англ. Dawsonville) — місто (англ. city) в США, в окрузі Доусон штату Джорджія. Населення — 3720 осіб (2020).

## Географія
Досонвілл розташований за координатами 34°25′59″ пн. ш. 84°7′27″ зх. д. / 34.43306° пн. ш. 84.12417° зх. д. (34.433159, -84.124143).  За даними Бюро перепису населення США в 2010 році місто мало площу 21,26 км², з яких 21,20 км² — суходіл та 0,05 км² — водойми.

## Демографія
Згідно з переписом 2010 року, у місті мешкало 2536 осіб у 889 домогосподарствах у складі 624 родин. Густота населення становила 119 осіб/км².  Було 971 помешкання (46/км²).
Расовий склад населення:
| - 94,6 % — білих - 1,7 % — чорних або афроамериканців - 0,6 % — азіатів - 0,1 % — корінних американців - 1,5 % — осіб інших рас |

До двох чи більше рас належало 1,5 %. Частка іспаномовних становила 4,7 % від усіх жителів.
За віковим діапазоном населення розподілялося таким чином: 22,7 % — особи молодші 18 років, 66,7 % — особи у віці 18—64 років, 10,6 % — особи у віці 65 років та старші. Медіана віку мешканця становила 31,4 року. На 100 осіб жіночої статі у місті припадало 103,9 чоловіків;  на 100 жінок у віці від 18 років та старших — 102,9 чоловіків також старших 18 років.
Середній дохід на одне домашнє господарство  становив 58 294 долари США (медіана — 49 808), а середній дохід на одну сім'ю — 63 486 доларів (медіана — 54 141). Медіана доходів становила 36 549 доларів для чоловіків та 32 260 доларів для жінок. За межею бідності перебувало 19,0 % осіб, у тому числі 25,2 % дітей у віці до 18 років та 11,7 % осіб у віці 65 років та старших.
Цивільне працевлаштоване населення становило 928 осіб. Основні галузі зайнятості: освіта, охорона здоров'я та соціальна допомога — 20,2 %, роздрібна торгівля — 18,3 %, фінанси, страхування та нерухомість — 11,0 %, мистецтво, розваги та відпочинок — 7,8 %.